# Microrégion de Pau dos Ferros

Localisation de la microrégion de Pau dos Ferros

La microrégion de Pau dos Ferros est l'une des sept microrégions qui subdivisent la mésorégion de l'ouest de l'État du Rio Grande do Norte au Brésil.
Elle comporte 17 municipalités qui regroupaient 116 160 habitants en 2006 pour une superficie totale de 2 673 km2.

## Municipalités[1]
- Alexandria
- Francisco Dantas
- Itaú
- José da Penha
- Marcelino Vieira
- Paraná
- Pau dos Ferros
- Pilões
- Portalegre
- Rafael Fernandes
- Riacho da Cruz
- Rodolfo Fernandes
- São Francisco do Oeste
- Severiano Melo
- Taboleiro Grande
- Tenente Ananias
- Viçosa